# Daren Queenan
Daren L. Queenan (Norristown, 19 ottobre 1966) è un ex cestista statunitense naturalizzato belga, professionista in Europa.

## Palmarès
- CBA Rookie of the Year (1989)
- CBA All-Rookie First Team (1989)
- All-WBL Team (1991)